# 김동길 (기업인)
김동길(1938년 3월 3일 ~ )은 대한민국의 기업인이자 경인양행의 회장이다.

## 생애
부산고등학교를 졸업하고 서울대학교 화학과에 진학한다.